# الإنترنت في السعودية

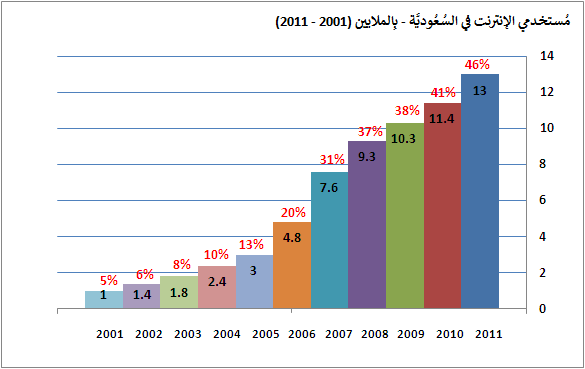
عدد مستخدمي الإنترنت في السعودية من عام 2001 إلى عام 2011

عدد مستخدمي الإنترنت في السعودية بنهاية عام 2018م.

جودة بث الفيديو لموقع اليوتيوب على الإنترنت المتنقل حسب دقة الوضوح في عام 2019

جودة بث الفيديو لموقع اليوتيوب على الإنترنت الثابت حسب دقة الوضوح في عام 2019

دخل الإنترنت إلى المملكة العربية السعودية للمرة الأولى في عام 1994م عندما حصلت المؤسسات التعليمية والطبية والبحثية على تصريح بالدخول إلى شبكة الإنترنت. ودخل الإنترنت رسمياً إلى المملكة في عام 1997م بموجب قرار وزاري، وسمح للعامة بالوصول إلى الإنترنت في عام 1999م.
وقد بلغ عدد مستخدمي الإنترنت في المملكة في شهر ديسمبر لعام 2000م حوالي 200,000 مستخدم، وقد ازداد هذا العدد حتى وصل إلى 16 مليون مستخدم في عام 2013م، ثم بلغ في عام 2017م إلى 24 مليون مُستخدم للإنترنت، وبلغ عدد مُستخدمي الإنترنت في المملكة في عام 2023 إلى 32 مليون مستخدم، ويعني هذا أن نسبة مستخدمي الإنترنت في المملكة ارتفعت إلى 99 في المائة من سكانها، مقارنة بنسبة 82 في المائة من سكانها في عام 2017م. وفي عام 2024م قفزت المملكة إلى المرتبة الثامنة عالمياً في سرعة الإنترنت، حيث تمكنت خلال شهر يونيو، من رفع متوسط سرعة الإنترنت المتنقل إلى 128.03 ميغابت في الثانية، وذلك بحسب تقرير نشره موقع «سبيد تست» العالمي المختص في قياس سرعات الإنترنت المتنقل. وبحسب هيئة الاتصالات، فإن متوسط سرعة الإنترنت المتنقل لعام 2023 وصلت إلى 214.6 ميغابت في الثانية.
وجاءت السعودية على رأس قائمة الدول التي تتمتع بأسرع سرعة تنزيل في العالم على شبكة الجيل الخامس (5G)، بسرعة تنزيل بلغت 144.5 ميغابت في الثانية، تلتها كندا، بسرعة تنزيل تبلغ 90.4 ميغابت في الثانية، ومن ثم كوريا الجنوبية في المركز الثالث، بسرعة تنزيل تبلغ 75.6 ميغابت في الثانية، بحسب تقرير نشرته شركة تحليلات المحمول «أوبن سيغنال».
يشار إلى أن المملكة كانت تحتل المرتبة 105 في ذات التصنيف عام 2017 قبل أن تحقق هذه القفزة النوعية التي تتجاوز ما نسبته 500% في تحسن سرعة الوصول إلى الإنترنت من خلال الشبكات المتنقلة، بعد إعادة توزيع الطيف الترددي ورفع مخصصات خدمات الاتصالات وتقنية المعلومات منه بما يتماشى مع خطط التحول الرقمي في المملكة.

## البنية التحتية للإنترنت في السعودية
شكلت شبكة النقل اللامتزامن (ATM) العمود الفقري للإنترنت في السعودية، وقد غطت هذه الشبكة معظم أرجاء السعودية، وكانت تستخدم لربط مزودي خدمة الإنترنت بـمدينة الملك عبدالعزيز للعلوم والتقنية وبعملائهم من المستخدمين سواء من خلال وصلات الطلب الهاتفي (Dial up) أو خط المشترك الرقمي (ADSL).
وكانت شبكة البيانات الرقمية (DDN) تستخدم لربط مزودي خدمة الإنترنت بعملاء الخطوط المستأجرة لديهم، واستخدمت هذه الشبكة كذلك من قبل بعض المؤسسات والشركات لربط فروعها المختلفة.
وكانت شبكة مقاسم الهاتف العمومية (PSTN) تستخدم للعملاء سواء بطريقة الطلب الهاتفي (Dial up) أو بطريقة خط المشترك الرقمي (ADSL).
وكانت جميع أجهزة المودم مملوكة من قبل شركة الاتصالات السعودية ويمكن الدخول إليها من خلال طلب رقم خارجي يبدأ بـ (360xxxx)، حيث يوجد لكل مزود خدمة رقم خارجي به يبدأ بـ (360) يعمل من أي مكان في المملكة دون الحاجة لاستخدام رمز أو مفتاح المنطقة.

## مستقبل الإنترنت في السعودية
تشير التوقعات إلى مواصلة نمو استخدامات الإنترنت في السعودية. وإضافة إلى هيكل الإنترنت الجديد الذي من شأنه خفض أسعار استخدام الإنترنت، ثمة عوامل أخرى من شأنها تعزيز نمو استخدامات الإنترنت.
ومن أهم مسببات النمو هو التركيبة السكانية الشابة في المملكة حيث أن حوالي 40% من عدد السكان في عمر أقل من 18 عاماً، وهذه الشريحة السكانية يمكنها التعامل مع التقنيات الحديثة أسرع مما هو متوقع، كما أن العديد من الجامعات والكليات في المملكة تتبنى حالياً أساليب التعليم الإلكتروني كجزء من مناهجها الدراسية، وبحسب تقرير أعدته شركة «ريسورش آند ماركيتس» عن التعليم عبر الإنترنت في الشرق الأوسط وحجم سوق التعليم الإلكتروني، فإن المملكة تستحوذ على الحصة الأكبر في هذا السوق الإقليمي، حيث من المتوقع أن تصل قيمة هذه الحصة إلى 237.1 مليون دولار بحلول العام 2023.
وتعد السعودية أكبر سوق لتقنية المعلومات في منطقة الشرق الأوسط وشمال إفريقيا، حيث بلغ سوق تقنية المعلومات التقليدية في السعودية 12 مليار دولار (45 مليار ريال) فيما بلغ حجم سوق التقنيات الناشئة 10 مليارات دولار، الأمر الذي وضعه ضمن الأسواق المصنفة أكثر نمواً في العالم.
كما تمتاز المشاريع الكبرى كمدينة نيوم ومشروع البحر الأحمر ومشروع القدية ومدينة وعد الشمال ومدينة الملك سلمان للطاقة (سبارك) بأنها مشاريع تقنية بالدرجة الأولى تسعى إلى توظيف آخر الوسائل في مجال التكنولوجيا، إضافة إلى تمتع السعودية بموقع استراتيجي يمكنها من أن تصبح مركزًا رئيسيًا لخدمات تكنولوجيا المعلومات والتقنيات السحابية وذلك بفضل قدرتها على الوصول إلى خطوط الاتصالات الدولية عبر البحر الأحمر والخليج العربي وموقعها الذي يتوسط أوروبا وآسيا وإفريقيا.

## إحصائيات وأرقام

### 2017
- ارتفع عدد مستخدمي الإنترنت في السعودية من 54% في عام 2012م إلى 82% في نهاية عام 2017م.[13]
- وصل عدد مستخدمي الإنترنت في السعودية بنهاية عام 2017م إلى 26 مليون مستخدم.[13]
- عدد المستخدمين النشطين بالسعودية في فيسبوك 8,300,000.[14]
- عدد المستخدمين النشطين بالسعودية في تويتر 11,000,000.[14]
- عدد المستخدمين النشطين بالسعودية في إنستغرام 2,800,000.[14]
- عدد المستخدمين النشطين بالسعودية في سناب شات 8,200,000.[15]
- حوالي 65% من مشاهدي الفيديوهات في يوتيوب عن طريق الجوّال تأتي من السعودية.[16]
- 98,44 ٪ من الشباب في السعودية يستخدمون مواقع التواصل الاجتماعي.[17]

### 2021
- ارتفع عدد انتشار الإنترنت في السعودية من 95.7% في عام 2019م إلى 98.1% في عام 2021م.
- استخدام الإنترنت حسب نوع الجهاز،(الهاتف المحمول: 98.01%، أجهزة الكمبيوتر: 42.79%، الجهاز اللوحي والأيباد: 30.96%، الساعات الذكية، منصات الألعاب، الإلكترونية، قارئ الكتب الإلكترونية: 32.17%).
- نسبة استخدام أنظمة التشغيل للأجهزة المحمولة، (نظام آي أو إس 43%، نظام الأندرويد، أخرى 17%).
- نسبة استخدام الخدمات البنكية الإلكترونية 73.6%.
- نسبة شراء أو طلب منتجات أو خدمات عبر الإنترنت 69%.[18]

### انتشار الإنترنت
- ارتفعت نسبة انتشار الإنترنت في المملكة من 98.6% في عام 2022م إلى 99% في نهاية عام 2023م.[1]
- ارتفعت نسبة انتشار الإنترنت للذكور إلى 99.3%، وأيضًا ارتفعت نسبة انتشار الإنترنت للإناث إلى 98.5%.[1]
- تُعدّ منطقتي الجوف وحائل أكثر مناطق السعودية في انتشار الإنترنت بنسبةِ 99.7%.[1]
- 52.3% من مستخدمي الإنترنت في المملكة يقضون 7 ساعات فأكثر يوميًا في استخدام الإنترنت.[1]

### استخدام الإنترنت

#### نسبة مستخدمين الإنترنت حسب نوع الجهاز
| الهاتف المتنقل                                                           | 98.9% |
| أجهزة الكمبيوتر                                                          | 55.0% |
| الجهاز اللوحي                                                            | 39.0% |
| أُخرى (الساعات الذكية، منصات الألعاب الإلكترونية، قارئ الكتب الإلكترونية) | 29.9% |

#### مكان استخدام الإنترنت
| المنزل       | 84.7% |
| أثناء التنقل | 72.0% |
| العمل        | 43.4% |

#### نسبة استخدام أنظمة التشغيل للأجهزة المحمولة
| أندرويد  | 61.7% |
| آي أو إس | 38.3% |

#### نسبة استخدام أنظمة التشغيل لأجهزة الكمبيوتر
| مايكروسوفت ويندوز | 61.7% |
| أبل ماك           | 38.3% |
| لينكس             | 1.9%  |

#### أنشطة استخدام الإنترنت
| تحميل البرامج أو التطبيقات              | 62.2% |
| شراء السلع أو الخدمات                   | 57.1% |
| متابعة الأخبار والمدونات                | 54.8% |
| تحميل الألعاب والأفلام والصور           | 53.8% |
| البحث عن المعلومات حول السلع والخدمات   | 45.1% |
| الحصول على معلومات من المؤسسات الحكومية | 35.2% |
| البحث عن المعلومات الصحية               | 32.9% |
| إرسال البريد الإلكترونيّ واستقباله       | 30.9% |
| الخدمات المتعلقة بالسفر                 | 19.5% |
| دراسة مقرر تعليمي رسمي على الإنترنت     | 15.5% |

#### تصفح الإنترنت
أكثر مواقع الإنترنت زيارةً في المملكة
| الترتيب | الموقع          |
| ------- | --------------- |
| 1       | جوجل            |
| 2       | يوتيوب          |
| 3       | تويتر           |
| 4       | فيسبوك          |
| 5       | تيك توك         |
| 6       | إنستغرام        |
| 7       | ويكيبيديا       |
| 8       | واتساب          |
| 9       | أمازون السعودية |
| 10      | مدرستي          |

نسبة استخدام متصفحات الإنترنت
| الترتيب | الموقع          | النسبة |
| ------- | --------------- | ------ |
| 1       | جوجل كروم       | 60.4%  |
| 2       | سفاري           | 31.9%  |
| 3       | مايكروسوفت إيدج | 2.6%   |
| 4       | سامسونج إنترنت  | 2.4%   |
| 5       | موزيلا فيرفكس   | 0.9%   |
| –       | أُخرى            | 1.8%   |

### أعلى تطبيقات الإنترنت استخدامًا
تطبيقات التواصل الاجتماعي
| الترتيب | الموقع        | النسبة |
| ------- | ------------- | ------ |
| 1       | واتساب        | 90.9%  |
| 2       | سناب شات      | 77.8%  |
| 3       | يوتيوب        | 74.0%  |
| 4       | تيك توك       | 72.3%  |
| 5       | تويتر         | 45.7%  |
| 6       | إنستغرام      | 39.6%  |
| 7       | تيليجرام      | 22.8%  |
| 8       | فيسبوك        | 22.2%  |
| 9       | إيمو          | 15.2%  |
| 10      | فيسبوك ماسنجر | 9.5%   |
| 11      | لينكد إن      | 4.3%   |
| 12      | لاين          | 2.5%   |

الأكثر استخدامًا حسب الجنس
| الذكور | الموقع   | الإناث |
| ------ | -------- | ------ |
| 94.3%  | واتساب   | 86.4%  |
| 73.4%  | سناب شات | 83.6%  |
| 78.2%  | يوتيوب   | 68.3%  |

#### خدمات التخزين السحابي الأكثر استخدامًا
| الترتيب | الموقع     | النسبة |
| ------- | ---------- | ------ |
| 1       | آي كلاود   | 41.3%  |
| 2       | جوجل درايف | 32.5%  |
| 3       | ون درايف   | 5.0%   |
| 4       | دروبوكس    | 2.9%   |

#### أعلى تطبيقات وخدمات الإنترنت حسب حجم استهلاك البيانات
من الأعلى إلى الأقل
| الترتيب | الموقع           |
| ------- | ---------------- |
| 1       | يوتيوب           |
| 2       | تيك توك          |
| 3       | فيسبوك           |
| 4       | سناب شات         |
| 5       | تطبيق بلاي ستيشن |
| 6       | إنستغرام         |
| 7       | جوجل بلاي        |
| 8       | آب ستور          |
| 9       | نتفليكس          |
| 10      | واتساب           |

## الرقابة على الإنترنت في السعودية

موقع إلكتروني محجوب في السعودية.

بدأت خدمات الإنترنت في المملكة العربية السعودية عام 1997م، وذلك بعد صدور القرار الملكي رقم 163 بتاريخ 24/10/1417هـ، والذي كان هدف الإنترنت أصلاً هو خدمة التواصل مع الأخرى ن وجمع المعلومات وكتابة المدونات ولكن في نفس العام أسست مدينة الملك عبد العزيز للعلوم والتقنية بهدف البحث عن أي موقع مخالف للقوانين السعودية. تشمل تلك القيود الحظر على المواقع التي تخالف الشريعة الإسلامية كالمواقع الجنسية أو المواقع التي تنتقد سياسات الدولة الداخلية أو الخارجية. في 2006، أصدرت منظمة مراسلون بلا حدود قائمة من 13 دولة من بينها السعودية وصفهم التقرير ب«أعداء الإنترنت»، وظلت السعودية على تلك القائمة منذ ذلك الحين، حيث أصدرت عام 2007 قانون «الجريمة الإلكترونية»، حيث تنص المادة السادسة منه على «يعاقب بالسجن [...] كل شخص ينتج ما شأنه المساس بالنظام العام، أو القيم الدينية، أو الآداب العامة، وحرمة الحياة الخاصة، أو إعداده، أو إرساله، أو تخزينه عن طريق الشبكة المعلوماتية، أو أحد أجهزة الحاسب الآلي»، حيث أعتقل رائف بدوي وحكم بالسجن لعشرة سنوات في سبتمبر 2014 باستخدام مواد ذلك القانون، بتهمة «إهانة الإسلام»، ومنذ عام 2011، يواجه الأفراد الراغبين بإنشاء موقع إلكتروني إعلامي تقليدي أو فيه محتوى صوت أو صورة، صعوبات تجبرهم عملياً على الكشف عن هوياتهم ومقدمي خدمات الاستضافة بإرسال تقارير عنهم، وكان ترتيب السعودية السادسة عشرة بين دول العالم سوءا فيما يتعلق بالحريات بحسب مؤشر الحريات في العالم للعام 2015 الصادر عن (المرتبة 164 من 180 بلدا).

موقع محجوب لمخالفته أنظمة وزارة الثقافة والإعلام.

### أسباب حجب المواقع الإلكترونية

موقع محجوب بدعوى مخالفته أنظمة الملكية الفكرية

يعود حجب المواقع الإلكترونية في المملكة لعدة أسباب، من بينها:
- حجب المواقع المسيئة للإسلام والمشوِّهة للعقيدة الإسلامية.
- حجب المواقع الإلكترونية التي تقوم بالتحريض على نظام الحكم أو التي تقوم بالإساءة إلى الرموز السياسية.
- حجب جميع المواقع الجنسية.[21]
- حجب بعض مواقع التورنت والتحميل التي تنتهك حقوق ملكية فكرية[22]

### المواقع الإلكترونية المحجوبة
من بين أبرز المواقع الإلكترونية المحجوبة، والتي تعود إلى ترويج الدعاية السياسية لدول أخرى، والحث على التطرّف والطائفية ومنها:
- الجزيرة توك.
- قناة العالم.
- موقع صحيفة القدس العربي.
- قناة الجزيرة.
- قناة المنار.[23]
- قناة الميادين.
- وكالة أنباء فارس.
- بي ان سبورت.[24]

## نظام مكافحة الجرائم المعلوماتية
أقر مجلس الوزراء السعودي بتاريخ 25 مارس 2007م نظام مكافحة جرائم المعلوماتية، الذي يهدف إلى الحد من نشوء جرائم المعلوماتية وذلك بتحديد تلك الجرائم والعقوبات المقررة لها.
وفرض النظام عقوبة بالسجن مدة لا تزيد على سنة وبغرامة لا تزيد على خمسمئة ألف ريال أو بإحداهما على كل شخص يرتكب أياً من الجرائم المنصوص عليها في النظام ومنها الدخول غير المشروع إلى موقع إلكتروني أو الدخول إلى موقع إلكتروني لتغيير تصاميم هذا الموقع أو إلغائه أو إتلافه أو تعديله أو شغل عنوانه أو المساس بالحياة الخاصة عن طريق إساءة استخدام الهواتف النقالة المزودة بكاميرا أو ما في حكمها بقصد التشهير بالآخرين وإلحاق الضرر بهم عبر وسائل تقنيات المعلومات المختلفة.
كذلك فرض النظام عقوبة السجن مدة لا تزيد على عشر سنوات وبغرامة لا تزيد على خمسة ملايين ريال أو بإحداهما على كل شخص ينشئ موقعاً لمنظمات إرهابية على الشبكة المعلوماتية أو أحد أجهزة الحاسب الآلي أو نشره لتسهيل الاتصال بقيادات تلك المنظمات أو ترويج أفكارها أو نشر كيفية تصنيع المتفجرات.
ومع صدور هذا النظام الذي يسعى إلي تحقيق توازن ضروري بين مصلحة المجتمع في الاستعانة بالتقنية الحديثة ومصلحة الإنسان في حماية حياته الخاصة والحفاظ على أسراره، والمساعدة على تحقيق النظام المعلوماتي وحفظ الحقوق المترتبة على الاستخدام المشروع للحاسبات الآلية والشبكات المعلوماتية، كما يهدف إلى حماية المصلحة العامة والأخلاق والآداب العامة وكذلك حماية الاقتصاد الوطني.

## سياسة الاستخدام العادلفي السعودية
في تاريخ 23 يوليو 2017م أقرّت هيئة الاتصالات والفضاء والتقنية إلغاء جميع ممارسات سياسة الاستخدام العادل الحالية على باقات الإنترنت اللامحدودة والتي يطبقها مزودو الخدمة على المستخدمين، بسبب عدم التزام مزودي الخدمة بالوضوح التام والشفافية المطلقة.
وينصّ التنظيم الجديد في حال تطبيق سياسة الاستخدام العادل على أي عرض أو باقة حالية أو مستقبلية، الالتزام بالحد الأدنى للاستخدام العادل وفق الجدول التالي:
| نوع الخدمة                              | الحد الأدنى للاستخدام العادل                                  |
| --------------------------------------- | ------------------------------------------------------------- |
| باقات الإنترنت باستخدام الشرائح الصوتية | 3 جيجا بايت/يوم، تنخفض بعدها السرعة إلى 512 كيلوبت/ث بحد أدنى |
| باقات الإنترنت باستخدام شرائح البيانات  | 6 جيجا بايت/يوم، تنخفض بعدها السرعة إلى 1 ميجابت/ث بحد أدنى   |

وتم التأكيد على عدم تطبيق أي سياسة للاستخدام العادل على خدمات النطاق العريض الثابتة أو الخدمات الصوتية.

## الجهات الحكومية التنظيمية
هناك عدد من الجهات الحكومية التنظيمية للإنترنت في السعودية، وهي:
- وزارة الاتصالات وتقنية المعلومات
- هيئة الاتصالات والفضاء والتقنية
- المركز السعودي لمعلومات الشبكة
- مدينة الملك عبد العزيز للعلوم والتقنية
- المركز الوطني للتصديق الرقمي
- الهيئة العامة للإعلام المرئي والمسموع

## مزودو خدمة الإنترنت[26]
- شركة الاتصالات السعودية
- موبايلي
- شركة زين السعودية
- اتحاد عذيب للاتصالات (جو)
- فيرجن موبايل السعودية
- ليبارا
- شركة الاتصالات المتكاملة

## الحكومة في الإنترنت
يعتبر تطوير الحكومة الإلكترونية جزءاً من رؤية السعودية 2030، ومن قبل الرؤية، حققت الحكومة السعودية تقدماً في مجال الحكومة الإلكترونية؛ حيث وسّع نطاق الخدمات المقدمة للمواطن عن طريق شبكة الإنترنت في العقد الأخير لتشمل التوظيف وتيسير البحث عن فرص العمل والتعلم الإلكتروني وخدمات الإدارة العامة للمرور (السعودية) والمديرية العامة للجوازات ووكالة وزارة الداخلية للأحوال المدنية (السعودية)، إضافة إلى خدمات الدفع الإلكتروني وإصدار السجلات التجارية وغيرها، وإنشاء هيئة الحكومة الرقمية في 2021 ، مما أسهمت في تحسين ترتيب السعودية -حسب عدة مؤشرات عالمية مثل مؤشر الأمم المتحدة للحكومة الإلكترونية- ليرتفع من المرتبة (90) في عام (1425هـ –  2004م) إلى المرتبة (6) في عام (2024).